# معسكر اعتقال كامبانيا

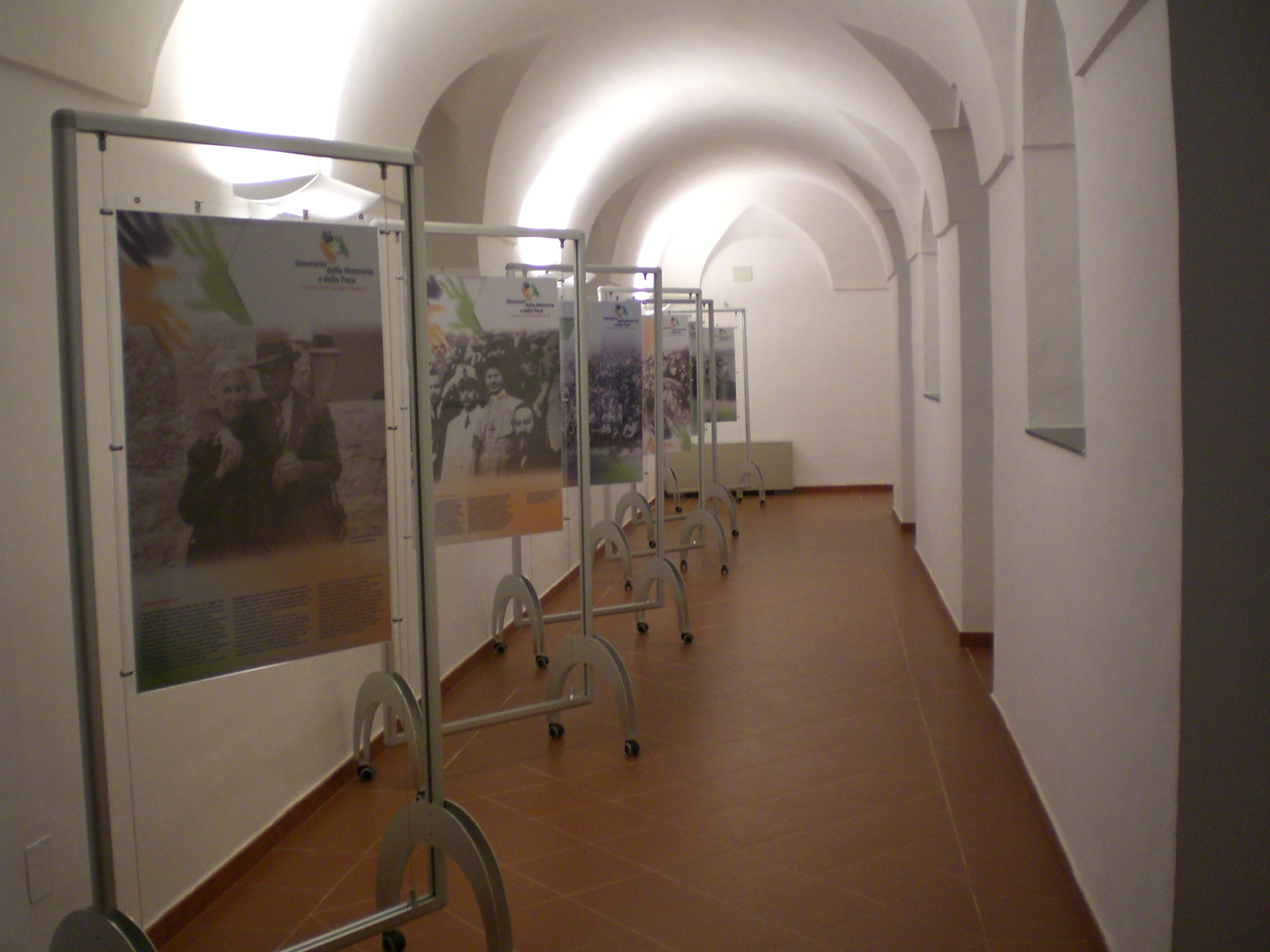
Itinerario della Memoria e della Pace

معسكر اعتقال كامبانيا، الذي يقع في كامباجنا، وهي بلدة بالقرب من ساليرنو في جنوب إيطاليا، معسكر اعتقال لليهود والأجانب أنشأه بنيتو موسوليني في عام 1940.
وكان المعتقلون الأوائل 430 رجلاً أُسروا في أجزاء مختلفة من إيطاليا. كان معظمهم لاجئين يهود من ألمانيا والنمسا وبولندا وتشيكوسلوفاكيا ودالماسيا، وكان هناك أيضًا بعض المواطنين البريطانيين ومجموعة من 40 يهوديًا فرنسيًا وإيطاليًا. تفاوت عدد النزلاء بشكل كبير خلال السنوات الثلاث، بين 230 (فبراير 1941) و150 (سبتمبر 1943).
لم يكن المعسكر أبدًا معسكر اعتقال بالمعنى الألماني للمصطلح. سمح للمعتقلين بتلقي الطرود الغذائية وزيارة الأقارب المرضى. بالإضافة إلى ذلك، لم تكن هناك قيود على البريد. ولم يقتل أو يتعرض أي من المعتقلين للعنف. في الواقع، تم حماية المعتقلين باستمرار من الترحيل إلى ألمانيا، كما طلب النازيون. تم السماح للسجناء بتنظيم مكتبة ومدرسة ومسرح وكنيس.
في سبتمبر 1943 استسلمت إيطاليا وغزت قوات الحلفاء جنوب إيطاليا. رداً على ذلك قامت القوات الألمانية بغزو إيطاليا من الشمال. ومع ذلك، في الوقت الذي وصلوا فيه إلى معسكر اعتقال كامبانيا، كان جميع السجناء قد فروا بالفعل إلى الجبال بمساعدة السكان المحليين.

## روابط خارجية
- Campagna e gli Ebrei di Monsignor Palatucci باللغة الإيطالية
- الموقع الرسمي af Associazione Giovanni Palatucci باللغة الإيطالية
- 27 gennaio 2010 "Giorno della Memoria" a Trieste presso la Scuola Agenti di Polizia، Carcere Coroneo e Risiera di San Sabba باللغة الإيطالية